# カソンケ族

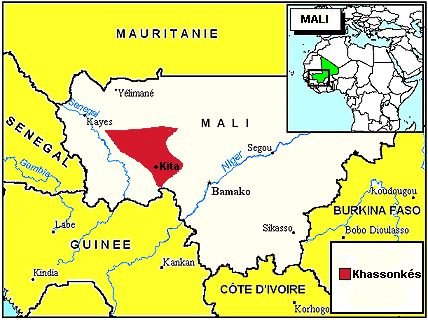
主要な居住地区

カソンケ族（カソンケぞく、Kasonke）は、ギニアに住むスーダン人部族。

## 居住地
ギニアのサバンナ地帯に住んでいる。居住区は、とげのある生垣で囲んである。
各村は村長ひとりを持ち、村がいくつか集まって、首長の支配する地区を形成する。かつて長い間ひとりのパラマウントチーフ（部族全体の首長）のもとでひとつの部族国家にまとまっていた。

## 生活
農業を営むほか、家畜を飼い、漁労、狩猟も行っている。米、雑穀、トウモロコシを主食とする。